# ポケットモンスター ギャグワールド
『ポケットモンスター ギャグワールド』は『月刊少年ガンガン』1997年02号（当時少年ガンガンは月2回刊であった）から1997年21号まで掲載された、ポケットモンスターを題材にした4コマ漫画作品集。
エニックス刊、ポケットモンスター4コママンガ劇場の2巻から5巻までに収録されている。向水遙、山崎渉、栗本和博、池野カエルが参加し、特に、ポケモンだけの村に住むピカチュウを主人公として連続した世界観を持つ、向水遙作の4コマ漫画集が中心となっている。
本項では向水遙による作品について述べる。

## 概要
人間たちの住む世界から遠く離れたポケモンだけが住み、文明的な生活を営む村(ポケモン不思議のダンジョンの世界観に近い)に住むピカチュウと、それを取り巻くポケモンたちによるドタバタギャグ。

## 登場人物

### 主要キャラ
ピカチュウ
本作主人公。オス。気弱な性格だったが、回が進むにつれしたたかな面を見せるようになった。最近別の村からポケモンの村へとやってきたため、村の住人たちについて知らないことが多く、個性的なポケモンたちの言動に振り回されることが多い。
最初に村を訪れたときは「よそ者」として追い出されそうになったが、コイルの説得により、以降はすっかり村に溶け込んでいる。
ライチュウ
メス。ピカチュウの事が大好きなポケモン。強引な性格で勘違いが激しい。かつてもピカチュウと同じ村に住んでおり、村から黙って引っ越したピカチュウを捜してやってきた。
バレンタインチョコにねむりごなを混ぜようとするなど、かなり強引なアプローチでピカチュウからは迷惑がられているが、一緒にいることも多く、本当に仲が悪いわけではない。
コイル
陰険な性格のいじめっ子。村から追い出されそうになったピカチュウをかばい、村へ住むことを許させた恩人だが、ピカチュウに恩を売るための行動であった。
事あるごとに毒舌を吐きつつピカチュウの頬をつねり上げる、年末に年越し放電と称して周りのポケモンに構わず108万ボルトの電気を放電するなど、傍若無人な振る舞いをし、自らを嫌われ者と自称するが、本当は寂しがりな一面もある。このコイルの台詞はふきだしではなく、コマの端に字幕のように表記される。

### 準レギュラー
フシギバナ
ポケモン村の村長。少々ぼけており、しばしばピカチュウに絡む。バレンタインにチョコをもらえないことをひがんでいるようである。
ドードリオ
陽気・怒りんぼ・泣き虫の三つの頭を持つみつご鳥ポケモン。頭によって人への態度が変わる「気難しい」人物で、それぞれ性格が違いすぎるため頭同士で喧嘩になることも多い。
ヒトカゲ
ピカチュウの友人で、話の中心になることは無いがたびたび一緒にいるポケモン。
尻尾の炎が消えると死んでしまうが、暑さを鬱陶しがったり雪の中をはしゃいだりと、あまり大事にしていない。

### ゲストキャラ
1話限りで5本～7本ほどの連続したネタに登場。
ニョロモ
ピカチュウの友達。かつてもピカチュウと同じ所に住んでおり、ピカチュウに誘われてポケモンの村へやってきたが、コイルの策略により、ピカチュウと仲違いしてしまう。
ファイヤー
各地を旅するポケモン。一見温和で腰の低い性格だが、実は世界征服をたくらんでいる。
カモネギ
思い込みの激しいポケモン。ひょんな事から浴びたライチュウのでんき技の衝撃を恋の衝撃と勘違いし、ライチュウに恋をするが拒絶される。
プリン
無くした「月の石」を一緒に探してもらうよう、ピカチュウに依頼したポケモン。「～でしゅ」という口調で喋る。
メタモン
毎年エイプリルフールになると他のポケモンに変身してあたかも鏡であるかのように動き、しばらく楽しませた後溶けて驚かせる。
変身の腕は正確だが、顔だけはメタモンのまま。
バタフリー
子供のトランセルを育てるためにピカチュウの家に上りこむ。
ニャース
コダック
エレブー
ライチュウの師匠。暇をもてあまして村に遊びに来た。ライチュウすら認める「理不尽な電撃」を放つポケモン。
ゼニガメ
でんきタイプのポケモンに恨みを持ち、ピカチュウ・ライチュウを襲撃したポケモン。但しその原因はドアノブの静電気だった。後に木の根で躓き、くさタイプへの復讐を誓った。
ゲンガー
幽霊のくせにお化け屋敷が怖いアイロニックなポケモン。
サンダー
パウワウ
ロコン
スリープ
ゴースとコンビを組んでいんちき超能力を披露する怪しいポケモン。何故かライチュウがハマっていた。
ゴース
スリープと共に行動している。彼は本物の超能力（ねんりき）を使えるが、何故かスリープに心酔して付き人に徹している。
イーブイ
自身がブースター・シャワーズ・サンダース（当時エーフィ等の金・銀以降に登場した進化系は未登場）のどれに進化するかで悩んでいたポケモン。ピカチュウに相談を持ちかけ、「進化しない｣道も示されてまた迷いが深まってしまう。